# Stefon Diggs

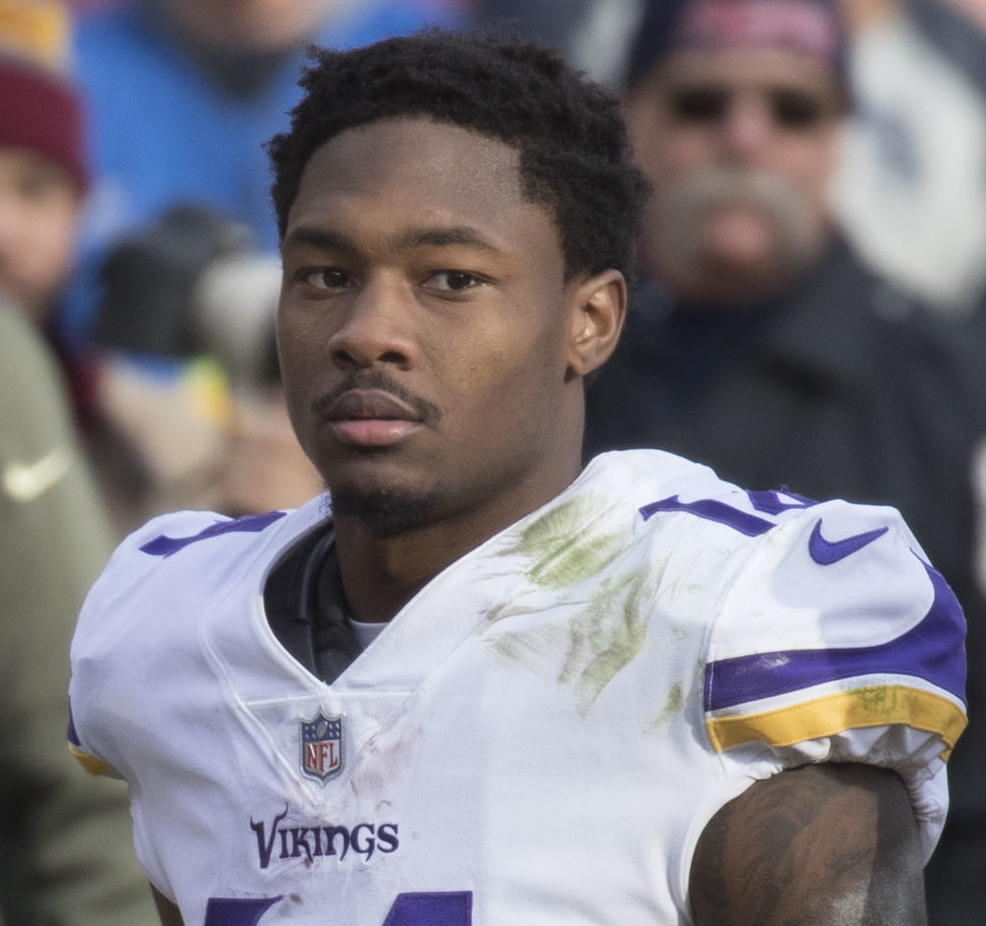
Diggs con los Vikings en 2017.

Stefon Diggs (Alexandria, Virginia; 29 de noviembre de 1993) es un jugador profesional estadounidense de fútbol americano que juega en la posición de wide receiver y actualmente milita en los New England Patriots de la National Football League (NFL). Jugó al fútbol americano universitario en la Universidad de Maryland y fue seleccionado por los Minnesota Vikings en la quinta ronda del Draft de la NFL de 2015.

## Primeros años
Diggs asistió a la Our Lady of Good Counsel High School en el Condado de Montgomery, Maryland, donde jugó fútbol americano y atletismo de pista y campo. Al finalizar la escuela, fue considerado como un deportista cinco estrellas y el segundo mejor receptor de la nación por Rivals.com. Decidió asistir a la Universidad de Maryland cerca de su casa, a pesar de tener ofertas de varias universidades.

## Carrera universitaria

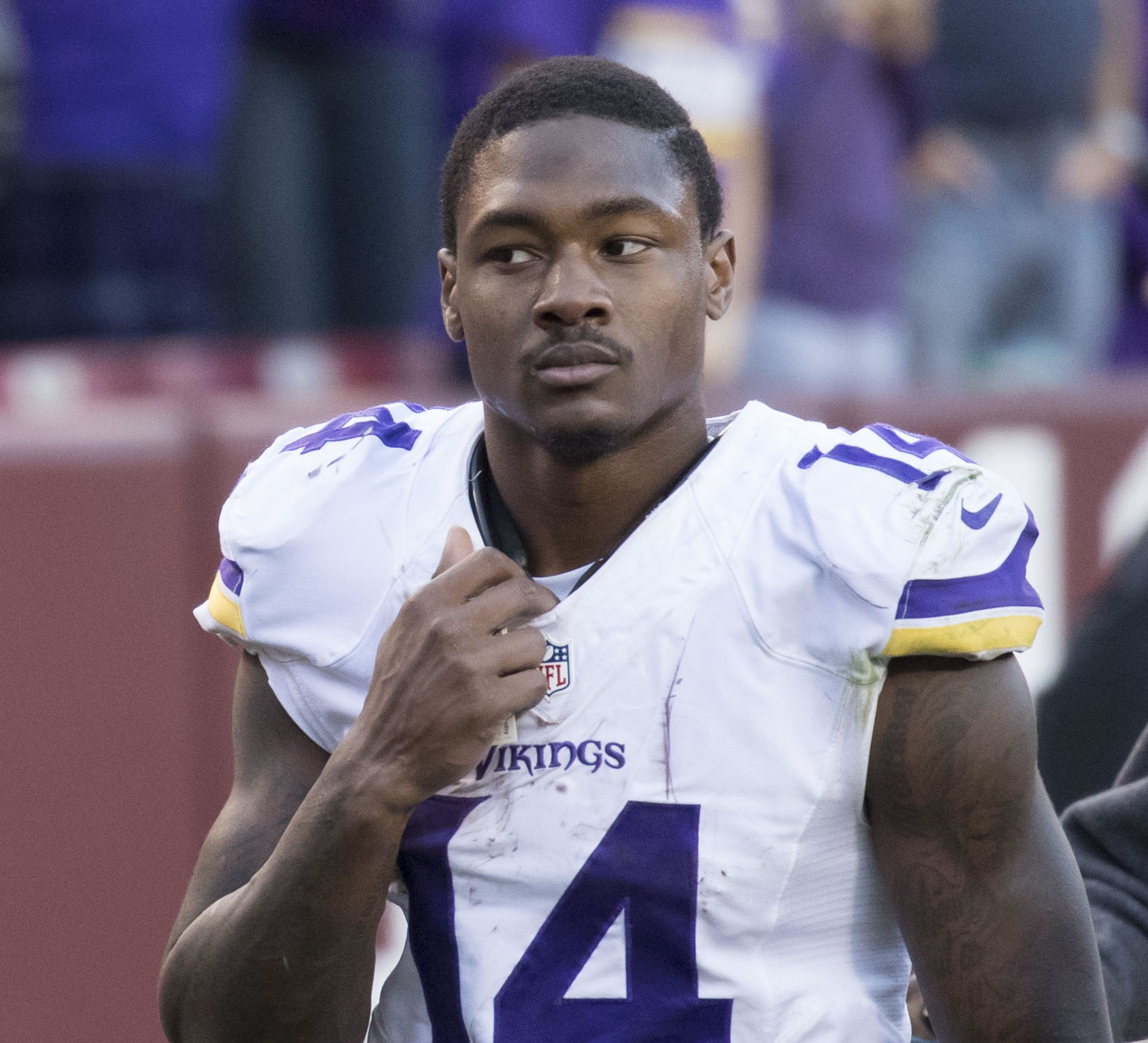
Vikingos en Redskins 11/13/16

Diggs jugó con los Maryland Terrapins desde 2012 a 2014. Como estudiante de primer año, Diggs acumuló 1,896 yardas en total, que fueron la segunda mayor cantidad en una sola temporada en la historia de la escuela. Fue seleccionado como especialista en devoluciones del segundo equipo All-ACC en 2012 y terminó segundo detrás de Duke Johnson de los Miami Hurricanes como Novato del Año de la ACC.
Como estudiante de segundo año en 2013, Diggs jugó en solo siete juegos, perdiéndose los últimos seis juegos de la temporada después de sufrir una lesión en Wake Forest. Registró un total de 34 recepciones para 587 yardas y tres touchdowns.
En 2014, fue seleccionado al segundo equipo All-Big Ten en reconocimiento a su exitosa temporada júnior, cuando lideró al equipo con 62 recepciones, 792 yardas y cinco touchdowns en 10 encuentros.

## Carrera profesional

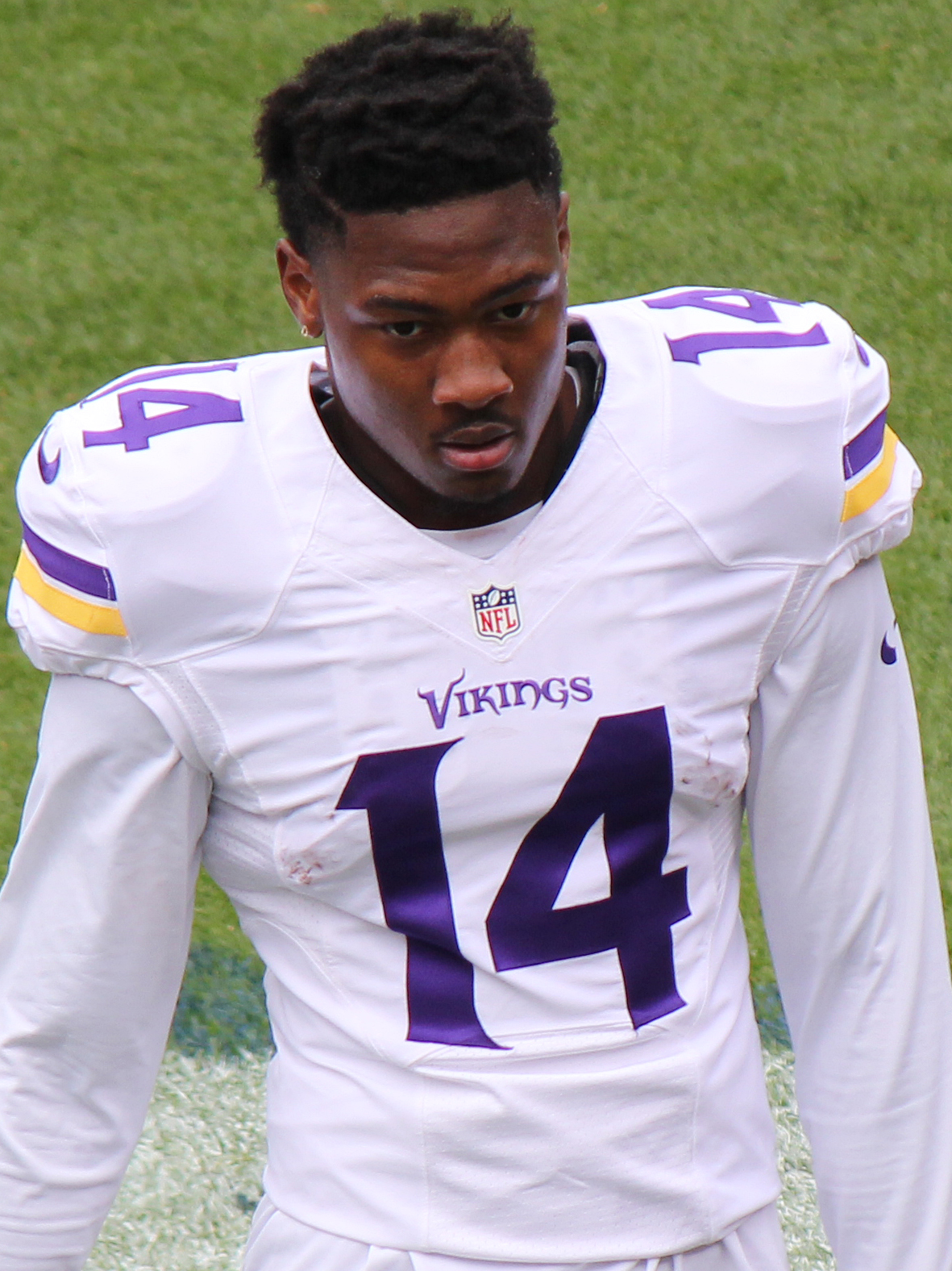
Stefon Diggs, jugador de la Liga Nacional de Fútbol.

### Minnesota Vikings
Diggs fue seleccionado en la quinta ronda (146.º en general) por los Minnesota Vikings en el Draft de la NFL de 2015. Firmó un contrato de cuatro años y $2.5 millones que incluía un bono garantizado por firmar de $227,000.
A pesar de estar inactivo durante los primeros tres juegos de la campaña de 2015, Diggs lideró a los Vikings con 52 recepciones y 720 yardas recibidas, incluidas 13 recepciones de más de 20 yardas. Fue la segunda mayor cantidad de yardas recibidas por un novato ese año detrás del receptor abierto de los Oakland Raiders, Amari Cooper (1,070).
En 2016, Diggs fue parte de un dúo de receptores, junto con Adam Thielen, que se convirtió en el primer par de receptores abiertos de los Vikings con 900 yardas cada uno desde que Randy Moss y Cris Carter lo lograran en 2000. Diggs terminó la temporada con 84 recepciones para 903 yardas y tres touchdowns. Su tasa de captura del 75% ocupó el quinto lugar entre los receptores abiertos de la NFL en 2016.
En 2017, Diggs fue titular en 14 juegos y terminó con 64 recepciones para 849 yardas recibidas y ocho touchdowns. Los Vikings terminaron la temporada con récord de 13-3 y avanzaron directo a la segunda ronda de postemporada. En la Ronda Divisional de la NFC contra los New Orleans Saints, Diggs terminó con 137 yardas recibidas y un touchdown. Con sólo 10 segundos restantes en el último cuarto, Diggs hizo la jugada ganadora con un touchdown de 61 yardas, dando a los Vikings una dramática victoria por 29-24, apodada el "Milagro de Minneapolis".  Sin embargo, los Vikings perdieron en el Juego de Campeonato ante los Philadelphia Eagles, eventuales campeones del Super Bowl LII.
El 31 de julio de 2018, Diggs firmó una extensión de contrato por cinco años y $72 millones con los Vikings hasta la temporada 2023. Terminó la temporada 2018 con 102 recepciones para 1,021 yardas y nueve touchdowns. Diggs y Adam Thielen le dieron a los Vikings su primer par de receptores de más de 1,000 yardas desde Moss y Carter en 2000.
En 2019, Diggs finalizó con 63 recepciones para 1,130 yardas y seis touchdowns en total de 15 juegos. En la Ronda Divisional de la postemporada contra los San Francisco 49ers, Diggs atrapó dos pases para 57 yardas, incluida una recepción de touchdown de 41 yardas, durante la derrota 27-10.

### Buffalo Bills
El 20 de marzo de 2020, los Vikings cambiaron a Diggs y su selección de séptima ronda del draft a los Buffalo Bills por su primera (Justin Jefferson), quinta y sexta selección en el Draft de la NFL de 2020, además de una selección de cuarta ronda en el 2021.
En la Semana 16 de la temporada 2020, Diggs fue nombrado Jugador Ofensivo de la Semana de la AFC luego de registrar nueve recepciones para 145 yardas y tres touchdowns en la victoria por 38-9 sobre los New England Patriots en el Monday Night Football, rompiendo el récord de franquicia de Eric Moulds en recepción de yardas en una sola temporada. En 2020, Diggs lideró la NFL con 127 recepciones y 1,535 yardas, por lo que fue convocado a su primer Pro Bowl. El 8 de enero de 2021, fue nombrado por primera vez al primer equipo All-Pro.
En 2021, Diggs fue nombrado al Pro Bowl por segundo año consecutivo, luego de terminar la temporada con 1,225 yardas recibidas y 10 touchdowns, el máximo de su carrera.

### Houston Texans
El 3 de abril de 2024, los Buffalo Bills acuerdan traspasar a Diggs a los Houston Texans a cambio de una selección de segunda ronda de 2025 (a través de los Minnesota Vikings), además de ceder a Texans una selección de sexta ronda de 2024 y una selección de quinta ronda de 2025.

## Estadísticas generales
|  | Seleccionado al Pro Bowl |

| Año   | Equipo | Juegos | Juegos | Recepciones | Recepciones | Recepciones | Recepciones | Recepciones | Recepciones | Acarreos | Acarreos | Acarreos | Acarreos | Acarreos | Acarreos | Balones sueltos |
| Año   | Equipo | GP     | GS     | Rec         | Yds         | Avg         | Long        | TD          | 1D          | Att      | Yds      | Avg      | Long     | TD       | 1D       | Balones sueltos |
| ----- | ------ | ------ | ------ | ----------- | ----------- | ----------- | ----------- | ----------- | ----------- | -------- | -------- | -------- | -------- | -------- | -------- | --------------- |
| 2015  | MIN    | 13     | 9      | 52          | 720         | 13.8        | 40          | 4           | 30          | 3        | 13       | 4.3      | 10       | 0        | 1        | 2               |
| 2016  | MIN    | 13     | 11     | 84          | 903         | 10.8        | 46          | 3           | 48          | 3        | 10       | 3.3      | 12       | 0        | 1        | 0               |
| 2017  | MIN    | 14     | 14     | 64          | 849         | 13.3        | 59          | 8           | 42          | 8        | 13       | 1.6      | 9        | 0        | 1        | 0               |
| 2018  | MIN    | 15     | 14     | 102         | 1,021       | 10.0        | 75          | 9           | 49          | 10       | 62       | 6.2      | 20       | 0        | 3        | 0               |
| 2019  | MIN    | 15     | 15     | 63          | 1,130       | 17.9        | 66          | 6           | 41          | 5        | 61       | 12.2     | 27       | 0        | 3        | 4               |
| 2020  | BUF    | 16     | 15     | 127         | 1,535       | 12.1        | 55          | 8           | 73          | 1        | 1        | 1.0      | 1        | 0        | 0        | 0               |
| 2021  | BUF    | 17     | 17     | 103         | 1,225       | 11.9        | 61          | 10          | 66          | --       | --       | --       | --       | --       | --       | 1               |
| 2022  | BUF    | 16     | 16     | 108         | 1,429       | 13.2        | 53          | 11          | 74          | 1        | -3       | -3.00    | -3       | 0        | 0        | 1               |
| 2023  | BUF    | 17     | 17     | 107         | 1,183       | 11.1        | 55          | 8           | 58          | 1        | 5        | 5.00     | 5        | 0        | 0        | 2               |
| Total | Total  | 103    | 95     | 595         | 7,383       | 12.4        | 75          | 48          | 349         | 30       | 160      | 5.3      | 27       | 0        | 9        | 7               |

Fuente: Pro-Football-Reference.com

## Vida personal
Diggs tiene un hermano menor, Trevon, que juega en la NFL con los Dallas Cowboys. Su padre, Aron, falleció en 2008.